# Goldonna
Goldonna es una villa ubicada en la parroquia de Natchitoches en el estado estadounidense de Luisiana. En el Censo de 2010 tenía una población de 430 habitantes y una densidad poblacional de 14,97 personas por km².

## Geografía
Goldonna se encuentra ubicada en las coordenadas 32°1′22″N 92°55′42″O / 32.02278, -92.92833. Según la Oficina del Censo de los Estados Unidos, Goldonna tiene una superficie total de 28.73 km², de la cual 28.5 km² corresponden a tierra firme y (0.81%) 0.23 km² es agua.

## Demografía
Según el censo de 2010, había 430 personas residiendo en Goldonna. La densidad de población era de 14,97 hab./km². De los 430 habitantes, Goldonna estaba compuesto por el 96.05% blancos, el 3.49% eran afroamericanos, el 0.23% eran amerindios, el 0% eran asiáticos, el 0% eran isleños del Pacífico, el 0% eran de otras razas y el 0.23% pertenecían a dos o más razas. Del total de la población el 0.23% eran hispanos o latinos de cualquier raza.